# Tommy Aaron
Thomas Dean Aaron, Tommy Aaron (ur. 22 lutego 1937 w Gainesville, Georgia), golfista amerykański, zwycięzca wielkoszlemowego turnieju Masters.
Treningi golfowe rozpoczął jako 12-latek. Jako amator wygrywał zawody stanowe w Georgii, był również reprezentantem USA w amerykańsko-brytyjskich rozgrywkach o Puchar Walkera (1959). Studiował na University of Florida.
W 1960 rozpoczął karierę zawodową. Pierwszy turniej wygrał dziewięć lat później - Canadian Open - pozostający wówczas poza rozgrywkami PGA Tour. W 1970 wygrał turniej Atlanta Classic (PGA Tour), a w 1972 Trophée Lancôme we Francji. W 1972 na liście płac PGA Tour uplasował się na 9. miejscu.
W 1973 odniósł swoje jedyne wielkoszlemowe zwycięstwo - w turnieju Masters w Augusta. W czołowej dziesiątce Masters był również w 1967, 1968 i 1970, dwukrotnie znalazł się także w dziesiątce PGA Championship (1965, 1972). Jeszcze w 2000 przebił się w Masters przez eliminacje (cut), będąc jednym z najstarszych zawodników którym się to udało. W latach 80. i 90. uczestniczył w rozgrywkach Senior PGA Tour, w ramach których wygrał turniej Kaanapali Classic w 1992. Był między innymi fanem Mildred Didrikson.
W 1969 i 1973 reprezentował USA w Pucharze Rydera.
Sportowiec o podobnym nazwisku, Tommie Aaron, był baseballistą (bratem bardziej znanego Hanka Aarona).